# Clay Pinney
Clay Pinney, né le 30 mai 1946 et mort le 1er novembre 2022,, est un technicien des effets spéciaux américain.
Il est notamment connu pour son travail sur les films Backdraft (1991) et Independence Day (1996). Pour ce dernier, il a reçu l'Oscar des meilleurs effets visuels lors de la 69e cérémonie des Oscars. Il a également reçu un Academy Award for Technical Achievement (en) lors de la 86e cérémonie des Oscars.